# Ricardo Gallego
Ricardo Gallego Redondo,né le 8 février 1959 à Madrid, est un footballeur international espagnol qui occupe le poste de milieu défensif, reconverti en tant qu'entraîneur adjoint puis consultant pour une radio espagnole.
Ricardo Gallego intègre les équipes de jeunes du Real Madrid CF en 1973. Progressant au sein du club, il intègre tout d'abord l'équipe réserve du Castilla CF avec laquelle il réussit à atteindre la finale de la Coupe du Roi en 1980, finale perdue face à l'équipe première du Real Madrid. Promu dans cette équipe l'année suivante, il y évolue durant neuf saisons, côtoie la Quinta del Buitre et se forge un palmarès comportant deux coupes de l'UEFA, quatre championnats ainsi que deux Coupes du Roi. C'est lors de son passage madrilène qu'il obtient ses 42 sélections en équipe d'Espagne où il dispute et perd la finale de l'Euro 1984. Il joue ensuite à l'Udinese Calcio puis termine sa carrière au Rayo Vallecano. Gallego se reconvertit tout d'abord dans la direction du centre de formation du Real Madrid puis devient consultant pour une radio et adjoint de José Antonio Camacho lorsque celui-ci est sélectionneur de la Chine.

## Carrière de joueur

### En club
Natif de Madrid, Ricardo Gallego Redondo apprend à jouer au football avec d'autres enfants à la Casa de Campo. Son père, socio du Real Madrid CF, l'emmène régulièrement au stade Santiago-Bernabéu quand il est enfant et il devient supporter du club et socio dès l'âge de 6 ans. Cherchant à copier le style de jeu de Manuel Velázquez, il est formé dans les équipes de jeunes du Real Madrid où il postule en 1973. Il est accepté après six mois d'attente. Il fait ensuite partie des éléments les plus prometteurs du centre de formation, jouant ainsi dans des catégories d'âge plus élevées que la sienne. Avec la Castilla CF, il atteint et perd la finale de la Coupe du Roi en 1980 face au Real, la Castilla éliminant dans son parcours plusieurs équipes de Primera División,. La saison suivante, il intègre l'équipe première, devient titulaire en succédant à Pirri sur le terrain. Sa première saison est néanmoins perturbée par une fracture à une cheville, ce qui l'empêche de pouvoir prétendre à disputer la finale de la Coupe des clubs champions européens où le Real Madrid est battu par Liverpool,.
Il ne dispute pas la finale de la Coupe du Roi 1982 remportée par le Real Madrid mais est cité comme vainqueur,. L'année suivante, il dispute et perd plusieurs finales de coupes : la Supercoupe d'Espagne face à la Real Sociedad, la Coupe du Roi et la Coupe de la ligue d'Espagne face au FC Barcelone et la Coupe des Coupes contre le Aberdeen FC,. Gallego remporte la Coupe de l'UEFA en 1985 ainsi que la Coupe de la ligue. Il gagne une deuxième Coupe de l'UEFA l'année suivante ainsi qu'un premier championnat d'Espagne. Il assiste à l'émergence au Real de la Quinta del Buitre. En 1987, lors d'un match de championnat face à l'Athletic Bilbao, il blesse involontairement au genou droit Miguel de Andrés. Celui-ci n'arrive pas à récupérer et doit arrêter sa carrière. La saison 1987-1988 de Gallego est perturbée par une blessure à une cheville nécessitant une intervention chirurgicale et une convalescence de cinq semaines. Gallego, lauréat de trois championnats consécutifs en 1987, 1988 et 1989, remporte en 1989 la Coupe du Roi. Il est alors capitaine du Real Madrid et reçoit ainsi en premier le trophée du vainqueur,. Il reste au Real durant neuf ans disputant 372 matches pour 28 buts inscrits.
En août 1989, alors que le nouvel entraîneur madrilène, John Toshack, avait déclaré vouloir faire jouer Gallego, celui-ci est transféré en Italie à l'Udinese Calcio pour un montant de 59 millions de pesetas. Le contrat porte sur 3 saisons, le joueur annonce de son côté ne pas vouloir commenter ce transfert. Gallego dispute trente rencontres de Serie A mais l'Udinese est reléguée en fin de saison. À la suite de cette relégation, l'Udinese décide unilatéralement de se séparer de Gallego, ce que celui-ci conteste au plan judiciaire. L'Udinese est condamnée en 1994 à indemniser Gallego à hauteur de 20,7 millions de pesestas,.
Cette procédure perturbe la suite de sa carrière. Prévoyant de revenir en Espagne et précisément au Rayo Vallecano, il ne le rejoint effectivement qu'en août 1991. Il signe un contrat d'un an susceptible d'être prolongé selon les performances du joueur et assorti d'un projet de reconversion au sein d'une entreprise de José María Ruiz-Mateos, le propriétaire du club. Il contribue à faire remonter en Primera División lors de la saison 1991-1992, et a alors José Antonio Camacho comme entraîneur,.

### En sélection
La première sélection en équipe nationale de Ricardo Gallego a lieu le 2 février 1982 contre l'Écosse. La rencontre se solde par une victoire espagnole 3-0.
Gallego participe à plusieurs compétitions internationales au cours de sa carrière. Il fait partie de la sélection pour la Coupe du monde 1982, pour l'Euro 1984 où l'équipe d'Espagne atteint la finale, pour la Coupe du monde 1986 et pour l'Euro 1988. Sa dernière sélection se déroule le 14 juin 1988 contre l'Italie à Francfort-sur-le-Main. Ses 42 sélections en équipe nationale se soldent par 22 victoires, 10 matchs nuls, 10 défaites et deux buts inscrits.

### Après-carrière
Gallego travaille initialement pour le Real Madrid CF en tant qu'adjoint de direction du centre de formation à partir de 2006, un poste qu'il quitte lorsque Florentino Pérez est élu président du club en 2009,. Il travaille ensuite sous la direction de José Antonio Camacho lorsque celui-ci est sélectionneur de l'équipe de Chine. Il est ensuite consultant pour la radio Onda Cero,.

## Caractéristiques
Évoluant préférentiellement en tant que milieu de terrain, Ricardo Gallego a également les qualités pour jouer au poste de libéro,,. Il est reconnu pour sa polyvalence, son intelligence et sa vision du jeu, et est surnommé El Soso à partir de son passage à la Castilla.

## Palmarès
- Real Madrid CF :
  - Coupe de l'UEFA : 1985, 1986
  - Championnat d'Espagne : 1985-1986, 1986-1987, 1987-1988, 1988-1989,
  - Coupe du Roi : 1982, 1989
  - Supercoupe d'Espagne : 1988
  - Coupe de la ligue d'Espagne : 1985

- Castilla CF :
  - Coupe du Roi : finaliste en 1980.

## Statistiques
Le tableau ci-dessous résume les statistiques en match officiel de Ricardo Gallego durant sa carrière de joueur professionnel,.
| Saison                | Club                  | Championnat           | Championnat | Championnat | Coupe nationale | Coupe nationale | Coupe de la Ligue | Coupe de la Ligue | Supercoupe | Supercoupe | Compétition(s) continentale(s) | Compétition(s) continentale(s) | Compétition(s) continentale(s) | Sélection         | Sélection | Sélection | Total | Total |
| Saison                | Club                  | Division              | M.          | B.          | M.              | B.              | M.                | B.                | M.         | B.         | Comp.                          | M.                             | B.                             | Équipe            | M.        | B.        | M.    | B.    |
| 1977-1978             | Castilla CF           | Segunda División B    | 24          | 0           | 2               | 0               | -                 | -                 | -          | -          | -                              | -                              | -                              | -                 | -         | -         | 26    | 0     |
| 1978-1979             | Castilla CF           | Segunda División      | 34          | 3           | 4               | 2               | -                 | -                 | -          | -          | -                              | -                              | -                              | Espagne espoirs   | 2         | 0         | 40    | 5     |
| 1979-1980             | Castilla CF           | Segunda División      | 29          | 1           | 10              | 4               | -                 | -                 | -          | -          | -                              | -                              | -                              | -                 | -         | -         | 39    | 5     |
| 1980-1981             | Real Madrid CF        | Primera División      | 26          | 1           | -               | -               | -                 | -                 | -          | -          | C1                             | 5                              | 0                              | Espagne B         | 3         | 0         | 34    | 1     |
| 1981-1982             | Real Madrid CF        | Primera División      | 31          | 4           | 6               | 2               | -                 | -                 | -          | -          | C3                             | 8                              | 1                              | Espagne B+Espagne | 1+4       | 0+1       | 50    | 8     |
| 1982-1983             | Real Madrid CF        | Primera División      | 27          | 5           | 7               | 1               | 6                 | 0                 | 2          | 0          | C2                             | 8                              | 1                              | Espagne           | 4         | 0         | 54    | 7     |
| 1983-1984             | Real Madrid CF        | Primera División      | 25          | 4           | 9               | 0               | -                 | -                 | -          | -          | C3                             | 1                              | 0                              | Espagne           | 9         | 1         | 44    | 5     |
| 1984-1985             | Real Madrid CF        | Primera División      | 28          | 1           | 2               | 0               | 6                 | 0                 | -          | -          | C3                             | 11                             | 0                              | Espagne           | 6         | 0         | 53    | 1     |
| 1985-1986             | Real Madrid CF        | Primera División      | 31          | 2           | 6               | 0               | -                 | -                 | -          | -          | C3                             | 11                             | 0                              | Espagne           | 7         | 0         | 55    | 2     |
| 1986-1987             | Real Madrid CF        | Primera División      | 37          | 2           | 5               | 0               | -                 | -                 | -          | -          | C1                             | 7                              | 0                              | Espagne           | 6         | 0         | 55    | 2     |
| 1987-1988             | Real Madrid CF        | Primera División      | 18          | 2           | -               | -               | -                 | -                 | -          | -          | C1                             | 5                              | 0                              | Espagne           | 6         | 0         | 29    | 2     |
| 1988-1989             | Real Madrid CF        | Primera División      | 27          | 1           | 9               | 1               | -                 | -                 | 2          | 0          | C1                             | 6                              | 0                              | -                 | -         | -         | 44    | 2     |
| 1989-1990             | Udinese Calcio        | Serie A               | 30          | 2           | -               | -               | -                 | -                 | -          | -          | -                              | -                              | -                              | -                 | -         | -         | 30    | 2     |
| 1991-1992             | Rayo Vallecano        | Segunda División      | 31          | 1           | 3               | 0               | -                 | -                 | -          | -          | -                              | -                              | -                              | -                 | -         | -         | 34    | 1     |
| Total sur la carrière | Total sur la carrière | Total sur la carrière | 398         | 29          | 63              | 10              | 12                | 0                 | 4          | 0          | -                              | 62                             | 2                              | -                 | 48        | 2         | 587   | 43    |